# Kazmer Féjer
Kazmer Féjer  (Pécs, 1923 — Sesimbra, 1989) foi um pintor e escultor húngaro-brasileiro. Frequentou a Academia de Belas Artes de Budapeste, onde cria, em 1945, o Artclub de Budapeste. Lá, conhece Waldemar Cordeiro. Vem ao Brasil e radica-se em São Paulo em 1949, participando da primeira edição da Bienal Internacional de Arte de São Paulo em 1951. No ano segundo, participa da criação do Grupo Ruptura.